# Koźlak (browar Amber)

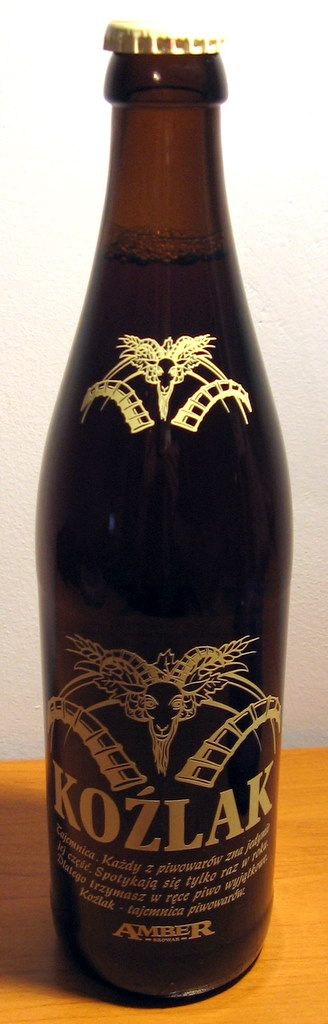
Amber Koźlak

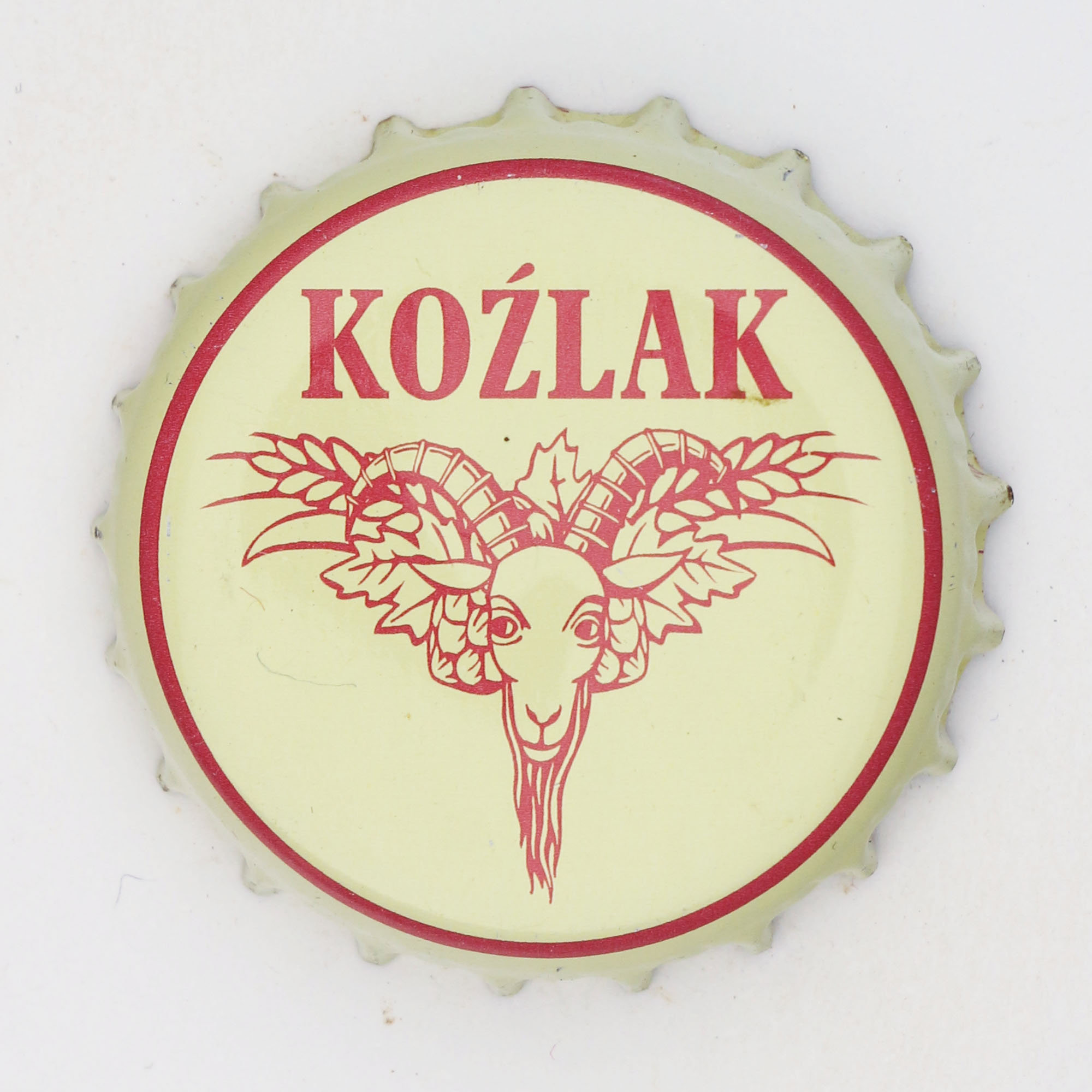
Kapsel Amber Koźlak

Koźlak Amber – mocne piwo typu koźlak warzone przez Browar Amber z Bielkówka.

## Charakterystyka
Koźlak wytwarzany jest od 2003 roku. Pierwotnie dostępny był na rynku jedynie sezonowo, po sukcesie marketingowym oferowany jest cały rok. Nazwa piwa odpowiada gatunkowi, w jakim jest warzone, czyli koźlak. Piwo posiada ciemnorubinową barwę, intensywny zapach toffi, słodkiej lukrecji, śliwek i daktyli. Zawiera 15,1% ekstraktu oraz 6,5% alkoholu. Sprzedawane jest w charakterystycznych bezzwrotnych butelkach NRW z malowana etykietą.
Co roku w okresie powakacyjnym w Bielkówku organizowana jest impreza plenerowa Koźlaki Bielkowskie, która rozpoczyna symbolicznie sezon produkcji Koźlaka przez Browar Amber.

## Wyróżnienia i nagrody
- 2009: Pierwsze miejsce w kategorii Piwa ciemne dolnej fermentacji – powyżej 13 °Blg w plebiscycie portalu Browar.biz
- 2008: Trzecie miejsce w kategorii Piwo Roku w plebiscycie portalu Browar.biz
- 2008: Pierwsze miejsce w kategorii Piwa ciemne dolnej fermentacji – powyżej 13 °Blg w plebiscycie portalu Browar.biz
- 2007: Pierwsze miejsce w kategorii Piwa ciemne dolnej fermentacji – powyżej 13 °Blg w plebiscycie portalu Browar.biz
- 2006: Pierwsze miejsce w kategorii Piwa ciemne dolnej fermentacji – powyżej 13 °Blg w plebiscycie portalu Browar.biz
- 2005: Znak Ministerstwa Rolnictwa „Poznaj Dobrą Żywność”
- 2004: Pierwsze miejsce w kategorii Piwa ciemne w plebiscycie portalu Browar.biz
- 2003: Pierwsze miejsce w kategorii Piwa ciemne w plebiscycie portalu Browar.biz